# Mistycyzm

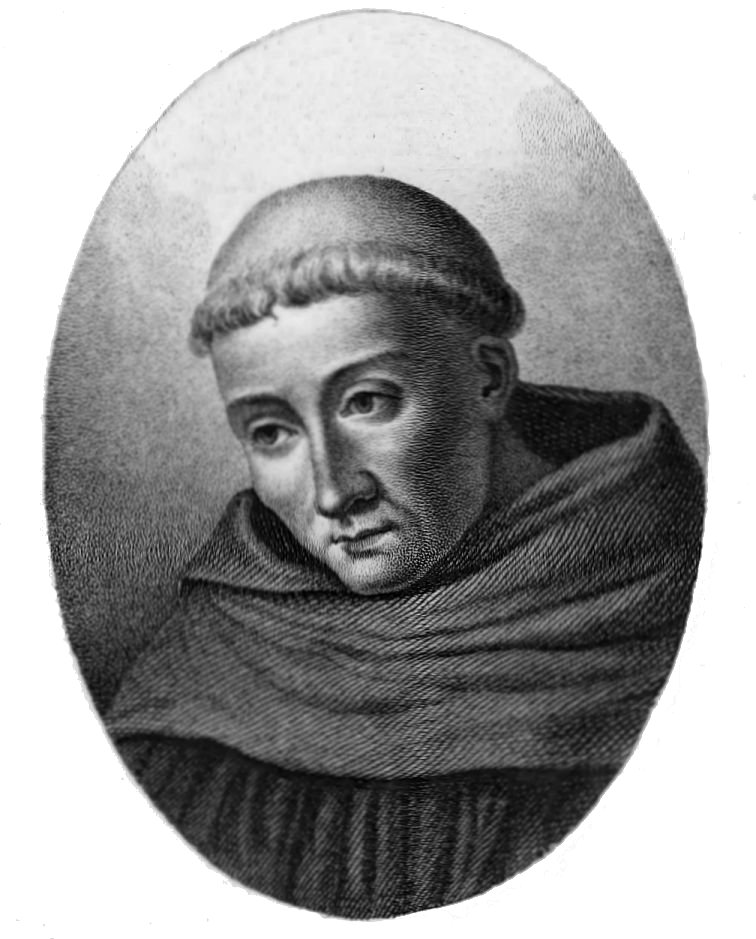
Św. Bernard z Clairvaux uznawany w chrześcijaństwie za jednego z klasyków mistycyzmu

Mistycyzm – wieloznaczny termin opisujący doświadczenie religijne, polegające na bezpośredniej, czyli niezależnej od rytuałów i obrzędów, relacji człowieka z rzeczywistością pozamaterialną, pozazmysłową lub transcendentną. Rzeczywistość ta jest różnie rozumiana przez poszczególne systemy religijno-filozoficzne. W chrześcijaństwie, judaizmie i islamie jest ona tożsama z Bogiem. W buddyzmie i hinduizmie z pozazmysłową Jednią, rozumianą panteistycznie jako prawdziwa rzeczywistość świata. U podstaw mistycyzmu leży wiara w możliwość duchowego obcowania człowieka z bóstwem, w możliwość poznania „tajemnic” bytu w drodze „objawienia” itd.
Religijne doświadczenie mistyczne różni się od ezoteryki, która mówi o specyficznym poznaniu pozazmysłowym, jak telepatia, jasnowidzenie, odbiór kosmicznej energii itp.

## Znaczenie terminu
Mistycyzm to poszukiwanie możliwie najbardziej bezpośredniego doświadczenia Boga, lub życie, którego celem jest zjednoczenie z Bogiem. Według M. Górnickiego, użycie tego terminu jest najbardziej uzasadnione w studiach komparatystycznych, opisujących różne doświadczenia, bez odniesienia się do stojącej poza nimi teologii. Tym ostatnim zajmuje się bowiem mistyka. Według S. Katza oraz P. Almonda, typologia mistycyzmu winna uwzględniać opinie samych mistyków różnych religii opisujących i interpretujących swe doświadczenie. Stąd najbardziej adekwatna typologia doświadczenia mistycznego powinna uznać, że jest tyle typów doświadczenia mistycznego, ile włączonych do samego doświadczenia interpretacji. Inne typologie, twierdzące np. że jest jeden typ doświadczenia, ale wiele interpretacji (S. Radhakrishnan, N. Smart), albo kilka typów doświadczenia, które przecinają bariery kulturowe (W. Stace, R.C. Zaehner, R. Otto) – wymagają dodatkowych założeń.
W kulturze Zachodu mistycyzm występuje:
1. w powiązaniu z mistyką chrześcijańską, identyfikowaną jako forma szczególnie intensywnej religijności albo jako rodzaj poznania religijnego bądź religijno-filozoficznego. Rozumienie rozwinięte na gruncie teologii chrześcijańskiej obejmuje zjawiska religijne polegające na bezpośredniej łączności z Bogiem. W sensie bardziej ogólnym mistycyzm to kierunek religijno-filozoficzny, czyniący możliwość takiej łączności przedmiotem rozważań. W obu przypadkach istnienie transcendentnej, pozamaterialnej, czy pozazmysłowej rzeczywistości Absolutu jest pewnikiem wiary o charakterze wyjściowego założenia.
2. w naukowym paradygmacie akademickim, jako przedmiot zainteresowań filozofii i psychologii umysłu, w tym psychologii transpersonalnej. Podejście naukowe ogranicza się do opisu i/lub wyjaśniania tego, co jest dostępne poznaniu percepcyjnemu i/lub rozumowemu. W takim przypadku mistycyzm jawi się bądź jako poznawalny fenomen, lecz o niepoznawalnym źródle, bądź jako zjawisko wynikające z właściwości umysłu człowieka, zarówno o biologicznym, jak i społecznym rodowodzie. W pierwszym przypadku badacz rozumie mistycyzm jako nieredukowalny, niemożliwy do wyjaśnienia za pomocą praw fizyki, neurologii czy psychologii. W drugim przypadku stan mistyczny to szczególny stan umysłu (często używa się terminu „zmieniony stan świadomości”), a jego forma i treść są wyjaśniane w sposób naturalistyczny.

Tajemnicze źródło wiedzy mistycznej sygnalizuje już grecki źródłosłów: μυστικός (mystikos). W języku angielskim do rodziny tego słowa należą np. mist (mgła) i misty (mglisty), co sugeruje tajemniczość, przyczyniając się do traktowania tej wiedzy jako nadzwyczajnej, intrygującej, a czasem podejrzanej.

## Mistycyzm a religia
Możliwość istnienia rzeczywistości niedostępnej percepcyjnie implikuje fakt istnienia przekonań o jej istnieniu co najmniej w większości religii. Z tego powodu opisy doświadczeń mistycznych różnią się. Np. judaizm kabalistyczny pojmuje je jako emanację Boskiej Światłości Ein Sof w formie sefir, hinduizm postuluje konieczność mistycznego oderwania się od świata doświadczanego jako iluzji, zaś buddyzm traktuje mistycyzm jako jedyną drogę do prawdy (oświecenie w buddyzmie zen to postrzeganie rzeczywistości takiej jaka jest), mistycyzm w taoizmie jest drogą o paradoksalnej formie (Dao to droga do Dao).
Mistycy starają się różnymi środkami – werbalnie, ale także za pomocą obrazów, symboli i wszelkich środków ekspresji artystycznej – przekazać to, co w ich doświadczeniu mistycznym jest niewyrażalne. Chrześcijańskie pojęcie przeżycia mistycznego zakłada, że dokonuje się ono wyłącznie dzięki łasce. Nie zależy od przyrodzonych zdolności człowieka, stosowanych przez niego technik, czy posiadanej wiedzy. Czynnikiem aktywnym jest miłość Boża. Człowiek może jedynie przyjąć, zgodzić się na działanie Boże w sobie, poprzez modlitwę, kontemplację, medytację, uczucie, intuicję. Ta bierna natura chrześcijańskiej mistyki odróżnia ją w zasadniczy sposób od gnozy. Według tej ostatniej, oświecenie jest bowiem owocem aktywności osoby zainteresowanej.
Choć termin „mistyk” określa osobę związaną z jedną z tradycji religijnych – judaizmu, chrześcijaństwa, islamu, hinduizmu czy buddyzmu – współcześnie termin ten, jak wiele innych (świętość, kult, rytuał) podlega sekularyzacji.

## Mistycyzm a dusza
W tradycji judeochrześcijańskiej (judaizm, chrześcijaństwo, islam) posiadanie duszy odgrywa zasadniczą rolę. Skupiając się bardziej na świecie zewnętrznym, judaizm stworzył szereg oryginalnych pojęć dotyczących duszy, obejmujących poglądy o partnerstwie człowieka i Boga poprzez mistyczną, ezoteryczną wiedzę numerologii i Kabały.
Mistycyzm chrześcijański w nieco odmienny sposób spogląda na związek między Bogiem i duszą. Mistyczne doświadczenie w chrześcijaństwie wyróżniają dwa elementy, często nieobecne w innych religiach:
- Rzeczywistość Boga, z którą chrześcijanin jednoczy się w doświadczeniu mistycznym jest transcendentna wobec samej duszy oraz świata naturalnego – kosmosu.
- Istotą doświadczenia mistycznego jest zjednoczenie w miłości dwóch podmiotów. Mimo ścisłego zjednoczenia, którego najwyższym stopniem jest małżeństwo duchowe (mistyczne), odrębność ontologiczna stworzenia i Stwórcy pozostaje trwale zachowana[1].

W katolicyzmie uważa się, że święci i błogosławieni zostali obdarzeni Duchem Świętym, który obdarowuje ich cudownymi, proroczymi i transcendentnymi zdolnościami. Przekonanie to jest przyjęte w niektórych charyzmatycznych i ewangelicznych wyznaniach, które upatrują świadectw Bożego Objawienia w spontanicznym mówieniu językami, uzdrawianiu wiarą, wypędzaniu demonów itp. Jednakże praktyka ta jest na ogół związana ze zdyscyplinowanym podejściem mistycznym.
Według Quaker’a dusza jest wewnętrznym światłem, związanym z obecnością Boga w człowieku. W katolicyzmie istnieje wyraźniejszy rozdział między duszą i Bogiem, biorący pod uwagę tradycyjne przekonanie, że zbawienie duszy i zjednoczenie z Bogiem występuje tylko w zmartwychwstaniu po śmierci fizycznej.
W Prawosławiu uważa się, że zjednoczenie z Bogiem w ziemskim życiu ma miejsce podczas chrztu i ciągnie się przez cały proces przebóstwienia. Mistycy chrześcijańscy, tacy jak Jacob Boehme, szukali tego unikalnego stanu jedności duszy z ciałem na różne sposoby, poprzez intensywną modlitwę, ascezę, kontemplację i medytację.
Islam także podziela koncepcję oddzielnej duszy, jednak mniej koncentruje się na jej cudownych mocach; świat muzułmański zwraca większą uwagę na samo wspominanie (rozmyślanie o Allahu <dhikr, zikr>). W tradycyjnym Islamie związek duszy z Allahem prowadzony jest przez anioły, które wykonują wolę Bożą przywracając duszę do miejsca jej prawdziwego pochodzenia. Jednakże tylko prorocy mają możliwość zobaczenia i usłyszenia ich bezpośrednio. W Islamie podążanie mistycznymi ścieżkami jest związane z nurtem Sufich, a „Ja”/Dusza jest skonfliktowana z Niewiernym/Ego. Sufizm uważa, że Boga można doświadczać w uniwersalnej miłości, przenikającej wszechświat. Wspominanie (dhikr, zikr), dla Sufich, wyraźnie oznacza wspominanie miłości/celu duszy lub powrotu do pierwotnego boskiego stanu. Sufi ponadto szczególną uwagę zwracają na zdarzające się często artystyczne zmiany w formie ich kultu.

## Mistycyzm, mistyka a literatura, sztuka i muzyka

### Mistycyzm w literaturze i poezji
Zapisy doświadczenia mistycznego niejednokrotnie cechują się znaczną wartością literacką. Przyjmują wtedy często postać poetycką, funkcjonuje nawet termin poezja mistyczna. Wiele takich zapisów nie ma jednak wartości literackiej i należy do twórczości religijnej rozumianej raczej jako dział literatury dydaktycznej niż literatury pięknej. James Joyce w swojej analizie stosunku mistyki do literatury w dziele Williama Blake’a stawia tezę, że między wartościami literackimi zapisu doświadczenia mistycznego a wartością duchową tego doświadczenia nie zachodzi ścisły związek:

Pełne przestudiowanie osobowości Blake’a powinno być podzielone na trzy fazy – patologiczną, teozoficzną i artystyczną. Pierwszą, jak sądzę, możemy odrzucić bez skrupułów. Mówienie, że wielki geniusz jest obłąkany, przy równoczesnym uznaniu jego wartości artystycznej, jest równoznaczne z twierdzeniem, że był chory na cukrzycę albo na reumatyzm. [...] Jeśli każdego wielkiego geniusza, który nie wierzy w będący teraz w modzie zdawkowy materializm, będziemy z miną pyszałkowatego absolwenta nauk ścisłych oskarżali o szaleństwo, niewiele pozostanie dla sztuki i uniwersalnej filozofii. [...] Ustalenie, jaką pozycję zajmuje Blake w hierarchii zachodnich mistyków, przekracza zasięg tego odczytu. [...] Blake oczywiście należy do innej kategorii, kategorii artystów. Na przykład święty Jan od Krzyża, jeden z niewielu artystów-idealistów godnych porównania z Blakiem nigdy nie ujawnia ani wrodzonego poczucia formy, ani koordynującej siły intelektu w swej książce Ciemna noc duszy, która nawołuje i omdlewa z tak ekstatyczną namiętnością.

#### Mistycyzm w literaturze polskiego romantyzmu
Mistyka jest ponadzmysłowym i ponadracjonalnym doświadczeniem religijnym opartym na osobistej kontemplacji. Doświadczenie to nie zawsze jest zgodne z doktryną danej wiary. Zapisy doświadczenia mistycznego przyjmują często postać poetycką: rozmyślań, wizji, proroctw. Stanowią też jeden z działów twórczości religijnej.
W literaturze proroctwa (budujące zjawisko profetyzmu) pojawiają się w utworach prorokujących przyszłość widzianą oczami ich autorów. Proroczym wizjom mogą służyć figuralne interpretacje zdarzeń, czyli przedstawienie jakiegoś zjawiska, np. historycznego, jako figury zjawiska innego.
Proroctwa realizowano też w postaci przypowieści (Juliusz Słowacki, Anhelli) lub stylizacji biblijnej (Adam Mickiewicz, Księgi narodu polskiego i pielgrzymstwa polskiego).
W polskiej literaturze elementy profetyczne pojawiły się już w okresie konfederacji barskiej (tzw. Profecja księdza Marka), ale największe nasilenie tych tendencji to okres romantyzmu i przyjmowanie przez poetów roli wieszcza oraz założenia mesjanistyczne.
Adam Mickiewicz – mistyk romantyczny
W roku 1840 Adam Mickiewicz miał rozpocząć pracę profesorską w Akademii Lozańskiej. Zaplanowano cykl wykładów, które nigdy się nie odbyły. Jednak zachował się wykład instalacyjny, w którym można odnaleźć przyczyny późniejszego zainteresowania się duchową stroną egzystencji człowieka. Wykład ten dotyczył literatury łacińskiej schyłku cesarstwa i na przykładzie twórczości poety Prudencjusza (II połowa IV w.) Mickiewicz wskazał na napięcie idei, które wytworzyło się między upadającym Rzymem a triumfującą kulturą chrześcijańską. Poeta wykazał się wielką wrażliwością na martyrologię pierwszych chrześcijan i odnalazł, cenną dla mesjanisty, duchową bliskość między męczeńskimi dziejami Kościoła a losem Polaków. Wówczas rozpoczął się okres pasywny w poetyckiej biografii Mickiewicza. Od tego momentu poeta będzie się skupiał na filozofii aktywizmu moralno-społecznego, zwłaszcza że wyjątkowo cenił aktywność i przedkładał ją nad wszelką twórczość poetycką. Istotnym stało się dla niego to, co mogło prowadzić do wewnętrznej przemiany człowieka i do przeobrażeń otaczającej go rzeczywistości. Uważał, że byt materialny człowieka może być zależny od jego woli, siły duchowej, której źródła są pozamaterialne. Wówczas to całą energię poeta skupił na rozwijaniu wewnętrznych darów, podobnych tym, które mieli mistycy, święci i twórcy Kościoła w okresie jego bohaterstwa, męczeństwa, ofiarności. Można przypuszczać, że mocą duchową pragnął zmieniać rzeczywistość polityczną.
Mickiewicz tego okresu to mistyk romantyczny, który dyktatowi ducha podporządkował całą swoją aktywność polityczną, społeczną i intelektualną. W latach 1841–1846 Mickiewicz współtworzył Koło Sprawy Bożej Andrzeja Towiańskiego. Pracy w Kole Towiańczyków poświęcił się poeta bez reszty, jednak ze względu na mierny rezultat praktyczny i izolacjonizm grupowy oraz niechęć Towiańskiego do aktywności politycznej – obrał własną drogę, zwieńczoną zrywem rewolucyjnym w 1848 r., gdy mocno zaangażował się w ruchy wolnościowe Wiosny Ludów, zwłaszcza we Włoszech.
Zanim to jednak nastąpiło, Adam Mickiewicz odbył czteroletni kurs wykładów z literatur słowiańskich w paryskim Collège de France (1840–1844). Te wykłady poeta traktował jako posłannictwo. Za pomocą słowa walczył o koncepcję nowego człowieka współczesności. Przekazywał studentom wiedzę o Słowianach i ich kulturze, ukazując jednocześnie szczególną rolę tychże. Pokazał Słowian jako lud czysty, pierwotny, zdolny do przechowania tradycji i kultury, lud, w który wcieliło się Słowo Boże. Słowian właśnie obdarował ważną misją odrodzenia cywilizacji Zachodu, z pomocą Francji, posiadającej tradycje napoleońskie i rewolucyjne. Według Mickiewicza Słowianie i Francuzi stworzą nową Europę w wyniku mesjanistycznej misji. Wykłady w Collège de France są dokumentem intelektualnej siły Adama Mickiewicza, ale i profetycznej służby idei. Według poety...”literatura może wyrastać tylko z podłoża duchowego i aby ją stworzyć trzeba rozpalić iskrę duchową, poczucie siły i uczucie niepodległości” (28 stycznia 1842, X98) oraz że powinna być „razem religią i polityką, siłą i czynem” (23 kwietnia 1844, XI460).
Inne utwory Mickiewicza zawierające treści profetyczne i mistyczne:
- Dziady, cz. III: Wielka Improwizacja, Mała Improwizacja, Widzenie ks. Piotra, Widzenie Ewy
- Wiersz Drzewo
- Słowa Chrystusa
- Słowa Panny
- Księga zgodności (tekst istnieje w języku francuskim)

Cenny komentarz do twórczości Mickiewicza okresu mistycznego zawiera książka Jeana-Charlesa Gille’a-Maisaniego, Adam Mickiewicz człowiek: Studium psychologiczne.
Juliusz Słowacki – przełom mistyczny w twórczości poety
Przełom mistyczny w twórczości Juliusza Słowackiego przypada na rok 1842. Sam poeta określił tę chwilę w wierszu Tak mi, Boże, dopomóż: „Idea wiary nowej rozwinięta, w błyśnieniu jednym zmartwychwstała we mnie. Wydaje się jednak, że nowa sytuacja duchowa i intelektualna nie była wynikiem jednej chwili, a całego procesu twórczego”. W poemacie Anhelli z roku 1838, stylizowanym na biblijną przypowieść, ukazał Słowacki sugestywną wizję Północy, będącą efektowną bielą, nad którą błyszczą sine gwiazdy i krwawi borealne światło. Owa biel to symbol bezkrwawej ofiary Anhellego, wędrującego po białym piekle życia zmienionego w cierpienie (tu: związek z motywem infernum u Dantego). Anhelli to parabola, opowieść o losie polskim, lecz także opowieść o niszczącej sile cierpienia i zwątpieniu w jego celowość. Wydaje się, że poemat jest subtelną zapowiedzią okresu mistycznego.
Katalizatorem przemian duchowych stał się dla Słowackiego Andrzej Towiański. Poeta był zafascynowany ideą, ale nie pracą dla towiańczyków. Szybko popadł w konflikt z Towiańskim i stał się jednym z najgłośniejszych z jego krytyków. I chociaż ideały towiańczyków uwiodły go swoim pięknem i słusznością, kłóciły się z indywidualizmem i egotyzmem poety. Jednak w liście do Zygmunta Krasińskiego Słowacki całą swoją przemianę porównał do rozbicia kamienia: „…padając przed Bogiem – skruszyłem się na kilka kawałków”. Dawnego egotystę i dandysa zastąpił misjonarz, kapłan, przewodnik polskiej społeczności ku przemianie („Bogiem promienny, odprawiam bezsenną, anielską straż…”). Pierwszym utworem podejmującym problematykę odrodzenia będącego skutkiem ofiary przez śmierć jest dramat Fantazy (1843), a do najwybitniejszych utworów tego okresu należą: Ksiądz Marek (1843), Sen srebrny Salomei (1844) i przekład Książę Niezłomny Calderona de la Barca. Ksiądz Marek i Sen srebrny Salomei to dramaty ukazujące świat dziwny, tajemniczy, pełen grozy i zmieniający się w krwawy chaos. Tym światem nie kierują racjonalne prawa, ale znaki tajemne, widzenia, sny prorocze. Bohaterowie tych dzieł to: widuni (Wernyhora), święci (Marek), półczarownice (Judyta), a opisana w nich rzeczywistość to prawdziwy teatr śmierci. Cierpienie i śmierć mają wartość siły niszczącej stary świat i jego przeżyte formy. Krwawe wypadki utorują postęp, a męka da nadzieję na zmartwychwstanie, w tym też zbawienie Polski, które stanie się efektem przeobrażeń moralno-ideologicznych. Cierpienie i męka nabierają sensu, gdy służą przemianie.
Najważniejszym dziełem Słowackiego o charakterze mistycznym jest Genezis z Ducha (1844–46). Jest to traktat poetycki, w którym poeta daje wykład swojego systemu genezyjskiego. Ten utwór sam nazywał modlitwą, gdyż stworzył go ponoć w chwili uniesienia i natchnienia religijnego. Twierdził, że dzieło to powstało pod wpływem objawienia, „bez przyzwolenia na to moich myśl, przy uśpionych władzach rozumu”, na drodze iluminacji. Genezis formułowała kilka prawd istotnych dla mistyki Juliusza Słowackiego, którego system myślowy dążył do objęcia całości bytu – natury i historii. Główną tezą tego systemu jest stwierdzenie, że wszystko istnieje dla Ducha i przez Ducha, a nie dla ciała. Całość bytu jest podporządkowana sile twórczej, która owe byty zmienia, komplikuje i doskonali, a jeśli Duch ulegnie zleniwieniu – interweniuje mądrość Boża. Duch zatem jest skazany na wieczną pracę, a śmierć jest akuszerką postępu i tylko pozornym finałem. Tu Słowacki zbliżył się do przeświadczeń metempsychozy o wędrówce dusz. Utworem istotnym dla zagadnień mistycznych jest też dramat Samuel Zborowski ukazujący kaźń głównego bohatera w sposób przetworzony mistycznie, oczyszczony z realiów epoki na tle praw dążących do uniwersalności.
Dopełnieniem i rozwinięciem spirytualistyczno-panteistycznej teorii powstania wszechświata, wyłożonej w Genezis z Ducha jest poemat historiozoficzny Król Duch, niedokończony, pisany przez poetę do ostatnich dni. Jest to summa jego myśli i poglądów, zwłaszcza w zakresie filozofii mistycznej, stawiająca pytania o pochodzenie i naturę, a także przeznaczenie człowieka i narodu.

### Mistycyzm w sztuce i muzyce

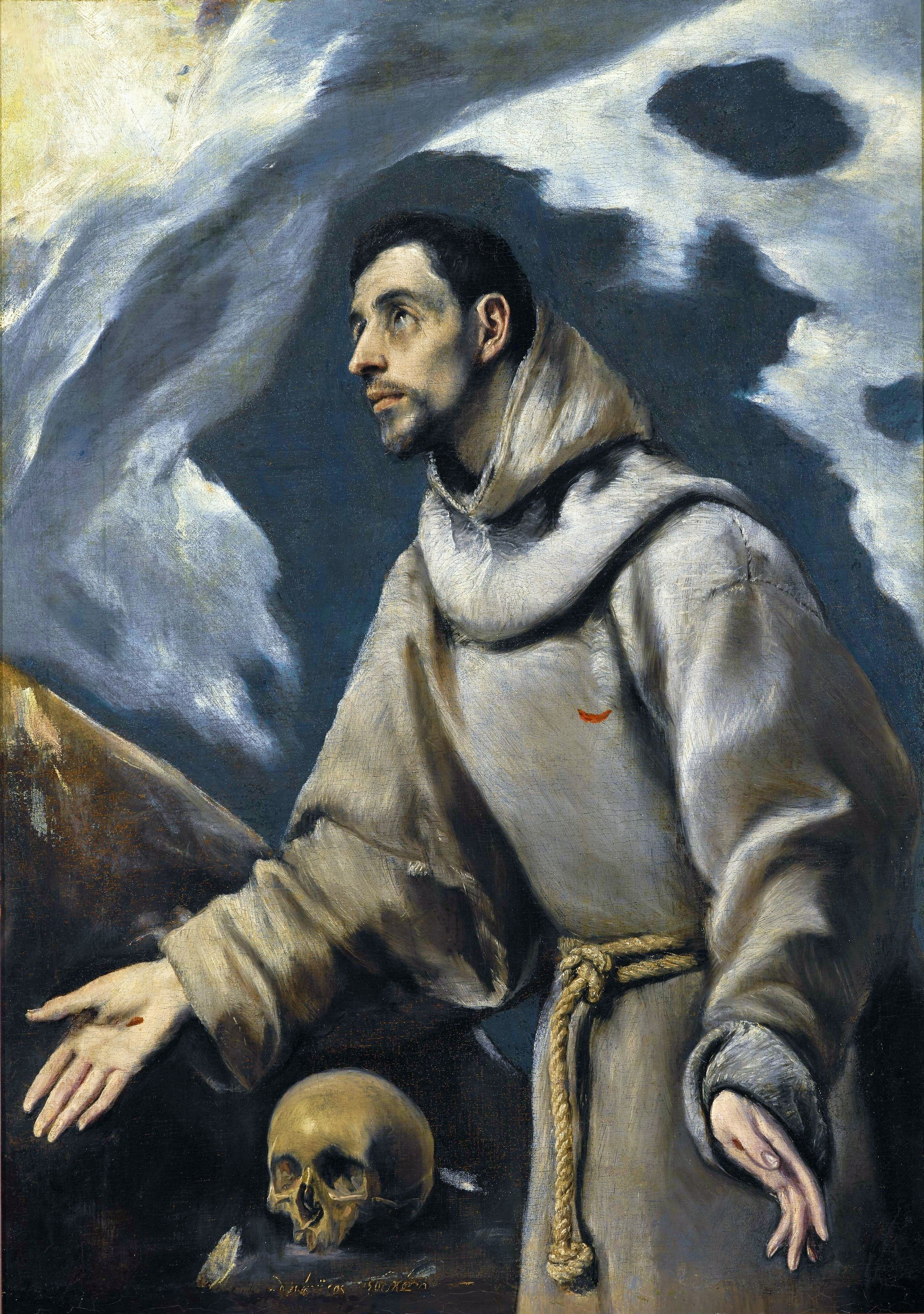
El Greco (?):
Święty Franciszek otrzymujący stygmaty

Przykładem mistyki jako owocu doświadczeń mistycznych w sztuce przełomu XVI i XVII wieku może być El Greco. Mistycznych źródeł jego – głównie religijnych w treści – dzieł nie sposób sprowadzić do cechującej epokę tendencji do maksymalizacji ekspresji formy i treści, świadomych zabiegów artystycznych, a także domniemanego astygmatyzmu, w wyniku którego postacie na obrazach cechuje wywołująca niezwykłą atmosferę smukłość. Dzieła tego malarza emanują ekstatycznym nastrojem i autentycznością. Współczesne malarstwo, religijne i świeckie, także dostarcza przykładów mistycznego pochodzenia. Świadczą o tym treść i forma sakralnych rzeźb Bronisława Chromego (ur. 1925), takich jak wygięty w łuk Chrystus z krucyfiksu „Z Życia do życia” (kościół Arka Pana w Krakowie-Nowej Hucie). Przykładów mistyki w sztuce świeckiej dostarczają dzieła surrealisty René Magritte’a (1898–1967) czy pozostającego pod wpływem surrealizmu, ale łączącego w obrazach, grafikach, rzeźbach i fotografiach inne jeszcze cechy formy i treści Zdzisława Beksińskiego (1929–2005).
Mistykę w muzyce dawnej reprezentują najlepiej dzieła kompozytorki średniowiecznej Hildegardy z Bingen (1098–1179). Jej mistyczne doświadczenia potwierdzały wiarę, że inspiracja twórcza jest dziełem Boga. Liczne pieśni tej uznanej za świętą kobiety, nadal wykonywane i nagrywane, cieszą się wielkim uznaniem nie tylko w świecie religii chrześcijańskiej. Muzyczna mistyka współczesna – podobnie jak w innych formach ekspresji artystycznej – jest owocem inspiracji zarówno religijnej, jak i świeckiej. Dwudziestowiecznym kompozytorem mistycznym był Francuz, Olivier Messiaen (1908–1992); mistyczne są szczególnie jego dzieła organowe i inne, inspirowane religijnie. Świecką inspirację mistyczną można zauważyć u wielu twórców XX wieku, m.in. Claude’a Debussy’ego (1862–1918). Współcześni kompozytorzy często łączą inspirację religijną ze świecką, lecz także reprezentują „mniej poważne” nurty muzyczne: jazz, rock (łącznie z black metalem), muzyka eksperymentalna (John Cage, Meredith Monk, Philip Glass), muzyka ilustracyjna do filmów.
Uznanie dzieła artysty za spełniające kryteria mistyki opiera się jednak na arbitralnym, subiektywnym sądzie krytyka literackiego, sztuki, czy muzycznego. Jego wiedza i poczucie nie są wystarczającym dowodem z punktu widzenia naukowego kryterium sprawdzalności czy falsyfikowalności (patrz Krytyczny racjonalizm). Mistyczny charakter utworu może być rezultatem zarówno autentycznego doświadczenia mistycznego, jak i celowym, zastosowanym świadomie środkiem artystycznego wyrazu.

## Mistycyzm, mistyka a filozofia
Nie wszystkie doświadczenia mistyczne mają znaczenie dla filozofii – częścią filozofii są jedynie próby racjonalnego ujęcia lub przynajmniej teoretycznego opracowania doświadczeń tego rodzaju. Na filozofię wywierały wpływ jednak także pewne formy mistycyzmu, które opracowania teoretycznego nigdy się nie doczekały – widoczne jest to np. we wpływie orfizmu na filozofię grecką.

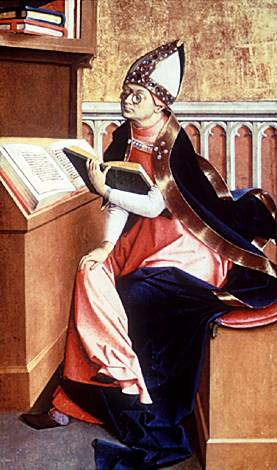
Św. Augustyn

Już w filozofii greckiej okresu klasycznego zaznacza się rozumienie niedyskursywnych form poznania jako form poznania ostatecznych i najwyższych. Za ostateczny cel filozofii niedyskursywne poznanie Boga zostało uznane jednak przede wszystkim w późnej filozofii greckiej, w neoplatonizmie. Do rozpowszechnienia się filozofii mistycznej w filozofii średniowiecznej przyczynili się zwłaszcza św. Augustyn i Pseudo-Dionizy Areopagita – pierwszy formując teorię połączenia się człowieka z Bogiem przez miłość na drodze ekstazy, drugi jako jeden z pierwszych przedstawiając systematycznie mistyczną drogę człowieka do Boga. Samo zjednoczenie człowieka i Boga uznawane jest przez większość filozofów mistycznych za niewyrażalne, dlatego też koncentrują się oni najczęściej na analizie samej drogi do takiego zjednoczenia.
Największe znaczenie dla filozofii ma filozofia mistyczna Zachodu w okresie dojrzałego średniowiecza, przeważnie zgodnie współistniejąca z filozofią scholastyczną. Jako przeciwwaga w stosunku do rozwijającej się w XII wieku scholastyki powstaje opozycja w postaci mistyki. Jako przeciwwagę dedukcji scholastycznej dialektyki mistyka wysuwała jako narzędzie poznania bezpośrednią kontemplację. Z mistyków XII w. wyróżniają się Bernard z Clairvaux, Hugon i Ryszard ze św. Wiktora. Większość filozofów mistycznych średniowiecza (np. Bernard z Clairvaux, Hugon ze św. Wiktora, Johannes Eckhart, Henryk Suzo) koncentrowała się na opisie kolejnych form poznania Boga i drogi mistycznej. Późniejsza mistyka katolicka i protestancka ma mniejsze znaczenie filozoficzne.
Filozofia mistyczna istnieje także w islamskim kręgu kulturowym, w naukach sufizmu, gdzie zaznaczyły się silnie wpływy neoplatonizmu, a także w filozofii indyjskiej, zwłaszcza w systemie jogi klasycznej.
We współczesnej filozofii akademickiej mistycyzm znajduje wyraz w postaci jednej z odmian tzw. filozofii wieczystej.
Filozofia mistyczna znalazła wielu przeciwników na gruncie racjonalizmu (antyirracjonalizmu), zwłaszcza we współczesnej filozofii analitycznej. Typowym krytykiem mistycyzmu był np. Kazimierz Ajdukiewicz, który pisze w Zagadnieniach i kierunkach filozofii:

Przeciwników racjonalizmu nazywa się irracjonalistami. [...]. Byli nimi przede wszystkim mistycy wszystkich odcieni. Mistykami nazywamy ludzi mających przeżycia osobliwego rodzaju, zwane ekstazą mistyczną. W tych przeżyciach doznają oni olśnienia, w którym (nie na drodze rozumowania ani skrupulatnej obserwacji) uzyskują subiektywną pewność, najczęściej pewność istnienia bóstwa, przeżywają jak gdyby naoczne, bezpośrednie z nim obcowanie [...]. Ludzie posiadający podobne przeżycia nie dadzą sobie wyperswadować zdobytej w stanach ekstazy pewności żadnymi argumentami [...]. Zbyt wielka jest dla nich ta pewność i zbyt wielką cenę ma dla nich ta pełnia życia, te nowe horyzonty, to nowe na świat spojrzenie, które dzięki niej uzyskują. Nie dadzą sobie też wyperswadować, że skoro swej tezy nie potrafią w sposób dla każdego dostępny uzasadnić, powinni się wstrzymać od jej głoszenia. Daremnie więc usiłują racjonaliści przekonać mistyka i powstrzymać go od spełniania misji apostolskiej. Niemniej głos racjonalisty jest zdrowym odruchem społecznym, jest aktem samoobrony społeczeństwa przed niebezpieczeństwem opanowania go przez niekontrolowane czynniki, wśród których może znajdować się zarówno święty, głoszący objawienie, jak również obłąkaniec, głoszący wytwory swej chorobliwej umysłowości, jak wreszcie i oszust [...]. Lepiej jest pożywać pewną, choć skromną strawę rozumu niż w obawie, by nie przeoczyć głosu Prawdy, pozwolić na pożywanie wszelkiej nie skontrolowanej strawy, która może częściej jest trucizną niż zdrowym i zbawiennym pokarmem.

## Mistycyzm a nauka
Istota relacji między mistycyzmem i nauką zależy od tego, czy mistycyzm stanowi przedmiot badań naukowych czy jest uznawany za metodę poznania.
Z punktu widzenia metodologii nauk możliwe są następujące relacje między mistycyzmem jako metodą poznania a metodą naukową:
- Eliminacja poznania naukowego z pozycji mistycyzmu: tylko bezpośrednie poznanie, wewnętrzne doświadczenie prawdy dostarcza wiedzy pewnej i prawdziwej, poznanie naukowe jest zawsze niepewne, zniekształcone z powodu złudzeń, jakim podlegają badacze, metody nauki nie mają dostępu do wiedzy transcendentnej. Teorie wysnute w tym duchu mają charakter – propagowanych przez cieszących się autorytetem protagonistów subiektywizmu – doktryn opartych na wierze w autentyczność świadectw pochodzących od mistyków. Przykłady:
  - Objawienia i iluminacje zawarte w pismach religijnych, interpretowane bardzo poważnie np. Jako „kod Biblii”, czy poprzez interpretację pism mistyków, takich jak – jak Julianna z Norwich (XIV w.), Thomas Merton (XX w.) i dr stomatologii Gloria Polo, trafiona piorunem 5 maja 1995 r. na kampusie uniwersytetu w Bogocie, wizjonerka kolumbijska.
  - Przepowiednie – np. (domniemana) Malachiasza czy Nostradamusa;
  - Interpretacje kabalistyczne, numerologiczne, snów.
  - Różne formy gnostycyzmu – religijne i niereligijne, antropozofia itp.

- Deklarowane jako naukowe koncepcje wychodzące z założenia, że rzeczywistość jest generowana przez świadomość, jako jej pierwotną własność. Przykłady:
  - Transcendentalna metafizyka Immanuela Kanta zakładającego istnienie pierwotnych kategorii umysłu.
  - Biosemiotyka, począwszy od jej filozoficznych prekursorów, takich jak twórca pojęcia semiozy, Amerykanin Charles Sanders Peirce (1839–1914) czy Estończyk Jakob von Uexküll (1864–1944), a obecnie Thomas Sebeok (zoosemiotyka) czy Marcello Barbieri (współczesne rozumienie semiozy), postuluje m.in. że Ziemia jest żywą istotą, a życie na niej jest częścią inteligentnego planu. To wszystko jest przejawem transcendentnego zjawiska sensu; ludzka potrzeba sensu jest tylko jednym z jego przejawów.
  - Wyjaśnianie mistycyzmu w świetle ogólnych, lecz niesprawdzalnych założeń naukowych: filozoficznych i wywodzących się z nauk przyrodniczych. Przykład – aplikacja wybranych twierdzeń przedstawicieli fizyki kwantowej (np. Davida Bohma), sugerujących istnienie świadomości jako jednej z elementarnych jakości bytu (materii) lub protoświadomości, sugerowanej przez Danah Zohar i Iana Marshalla (2001) jako podłoże inteligencji duchowej.

Zwolennicy takich koncepcji twierdzą, że dają one odpowiedź o charakterze naukowym. Przeciwnicy argumentują, że takie koncepcje są pseudonaukowe i dowodzą tylko (a) wzrostu autorytetu nauki, bez której dzisiaj nie można podejmować się rozwiązania zagadki mistycyzmu (b) niezrozumienia wiedzy naukowej dostępnej tylko w języku formuł i metod na wysokim poziomie abstrakcji. Nie dają się one przełożyć poprzez odwołania do zjawisk dostępnych obserwacji zmysłowej (nie można ich sobie „uzmysłowić”). To otwiera drogę dla wyjaśnień opartych na nieskrępowanej fantazji, artystycznej, a nie naukowej.
- Redukcja mistycyzmu – z pozycji metody poznania do zjawiska podlegającego badaniu:
  - do biologii, szczególnie fizjologii: mistycyzm to rezultat wpływu na mózg substancji chemicznych wytworzonych naturalnie przez odpowiednie struktury mózgu lub innych narządów (np. endorfiny) lub wprowadzonych z zewnątrz (np. halucynogeny). Jeszcze prościej – według poglądów psychiatrów i innych lekarzy z przełomu XIX i XX wieku – doświadczenia mistyczne są skutkiem zaburzeń funkcjonowania określonych narządów.
  - do psychologii – doświadczenia mistyczne są rezultatem sugestii (łącznie z autosugestią) lub działania innych procesów psychicznych, które prowadzą do zmiany zwykłego stanu czuwania w stan nadzwyczajny, subiektywnie określany w różny – zależny od jego fizjologicznego i psychicznego podłoża – sposób.
- Podejście łączące religię i naukę jako alternatywne, komplementarne punkty widzenia, cieszy się zainteresowaniem naukowców o religijnym światopoglądzie. Najbardziej znaną instytucją wspierającą także badania nad mistycyzmem, jest Fundacja Johna Templetona, a polskim laureatem Nagrody Templetona został w roku 2008 ksiądz profesor Michał Heller – filozof, kosmolog, teolog i fizyk.

## Mistycyzm a psychologia
Prace pionierskie. Od początku istnienia psychologii naukowej mistycyzm był jednym z wątków badań nad świadomością i religijnością. William James (1902–2001) poświęcił tej kwestii główne rozdziały słynnych „Doświadczeń religijnych”, w roku 1911 ukazało się napisane w bardziej literacki niż naukowy sposób, opisowe dzieło Evelyn Underhill – „Mistycyzm. Studium natury i rozwoju duchowej świadomości człowieka”, w którym ukazuje praktyczną stronę mistycyzmu jako przejawu duchowości o wartości praktycznej, powiązanego ściśle z uczuciem miłości. Także James Bissett Pratt omówił mistycyzm w dziele „Świadomość religijna” (1920), nie ograniczając go do religii. Obejmuje on także doświadczenia telepatii, intuicyjne czucie miłości, takiej jak miłość matki do dziecka, opętanie szamana, kosmiczną świadomość poety, czy ekstazę mistyka. W tych – głównie opisowych – dziełach pojawiają się proste, zwykle dychotomiczne typologie: mistycyzm aktywny lub bierny (James), wynikający z tradycji (obecność Boga) lub iluminacyjny (Pratt), zaś w ramach tego drugiego – stany mistyczne osiągane technikami negatywnymi (asceza, oczyszczenie zmysłów itd.), które wyraża określenie hamowanie, lub pozytywnymi – określone jako autosugestia. Można do tego dodać podział Williama Stace’a (1960) na mistycyzm ekstrawertywny (bogaty w treści, związany z tradycją) i introwertywny (bez treści, kosmiczna jedność, pustka). Zdaniem Waltera Pahnke, prace Stace’a i wcześniejszych autorów (James, Leuba) umożliwiają wyróżnienie dziewięciu kryteriów doznań mistycznych:
- Doświadczenie jedności lub jedyności, lokalizowane w świecie zewnętrznym lub w czystej świadomości
- Transcendencja czasu i przestrzeni w kierunku „wieczności” i „nieskończoności”
- Głębokie odczucie pozytywnego nastroju, stan łaski, ukojenia
- Odczucie świętości
- Przekonanie o obiektywności i realności treści doznań
- Paradoksalność lub niespójność logiczna
- Rzekoma niewyrażalność
- Nietrwałość, ulotność
- Utrwalenie się pozytywnych zmian w postawach i zachowaniu.

Wśród autorów polskich do pionierów badania mistycyzmu należą – nazywając go „doświadczeniem agnostycznym” – Edward Abramowski (1980), Jan Władysław Dawid, który mistycyzmem zajmował się i teoretycznie, i osobiście (1913), zaś pionierskie, quasi-eksperymentalne badania mistycznych objawień dziecięcych przeprowadzili w roku 1928 Stefan Błachowski i Stefan Borowiecki (por. Doktór 2001).

### Dziedziny badań mistycyzmu
1. Teoretyczne i empiryczne studia mistycyzmu, rozumianego najczęściej jako zmieniony stan świadomości, obejmują między innymi:
  - stadia lub stopnie duchowego wtajemniczenia, np. Underhill wymienia pięć stanów świadomości duchowej: przebudzenie, oczyszczenie, iluminację, ciemną noc duszy i zjednoczenie, James opisuje „drabinę mistycyzmu”, św. Ignacy Loyola podał dokładne przepisy „ćwiczeń duchowych”, praktykowanych jako czterotygodniowe rekolekcje ignacjańskie;
  - studia nad ewolucyjnym bądź neurobiologicznym podłożem stanów mistycznych, np. „biologia Boga” wraz z opisem świadomości relacyjnej Davida Haya, koncepcje i badania Michaela Persingera (1987), Eugene’a d’Aquili i Andrew B. Newberga (2000);
  - koncepcje mechanizmów powstawania różnych rodzajów doświadczeń mistycznych, takich jak objawienia lub opętania, np. psychoanalityczne interpretacje przyczyn objawień Maryjnych Michaela P. Carrolla (1985), wyjaśnienia opętań diabolicznych w Loudun przez Hugo Lietaera i Josefa Corveleyna (1987), czy kulturowa relatywizacja opętań przez Erikę Bourguignon. Zainicjowana na przełomie XIX i XX wieku, m.in. przez Pierre’a Janeta i Jamesa Leubę, interpretacja psychopatologiczna traktuje mistycyzm jako przejaw zaburzeń psychicznych (Wulff 1999; Dębiec 2000);
  - psychologiczne koncepcje doświadczeń nieodnoszących się do rzeczywistości nadprzyrodzonej, takich jak doświadczenia szczytowe opisane przez Abrahama H. Maslowa (1986) i doświadczenie przepływu (uskrzydlenia) Mihaly’a Csikszentmihalyi’a (1996).
2. Zainteresowani mistycyzmem często przekraczają zasady naukowości, choć w popularnym odbiorze są oni nadal twórcami godnej zaufania wiedzy. Znajdują się tu takie zjawiska i postacie, jak:
  - opisane przez Stanislava Grofa (2000) stany transpersonalne pod wpływem LSD, m.in. doświadczenia okołoporodowe, czy doświadczenia śmierci klinicznej (NDE) w wersji Raymonda Moody ([1975]1980).
  - tzw. mistycyzm kwantowy, od koncepcji inteligencji duchowej Danah Zohar i Iana Marshalla (2000) po sugestywne koncepcje „filozofii kwantowej” czy „psychologii kwantowej” w formie publikacji, witryn internetowych i filmów.
  - powstała pod wpływem stanów mistycznych mistyka, m.in. Matthew Foxa (1991), Kena Wilbera (2000), czy Willigisa Jägera (2000), często uznawana za psychologię transpersonalną lub filozofię typu „filozofii wieczystej” Aldousa Huxleya.

### Wybrane badania i wynikające z nich wnioski
1. Podejście neurofizjologiczne
  - Badania prądów czynnościowych za pomocą urządzeń rejestrujących (EEG, PET, SPECT) powstających w czasie medytacji, modlitwy itp., praktykowanych z oczekiwaniem pojawienia się stanów mistycznych, przez osoby nieprzygotowane lub osoby reprezentujące religijne lub niereligijne szkoły formowania duchowości, bez zastosowania środków psychoaktywnych lub z ich zastosowaniem, w warunkach o różnym stopniu podobieństwa do naturalnych. Jeśli formułowane są wnioski sugerujące, że zidentyfikowane procesy i struktury (tzw. „ośrodek Boga”, ang. God spot) nerwowe dowodzą działania lub istnienia bytów transcendentnych, jest to neuroteologia. Wnioski sugerujące istnienie wyłącznie neuronowego źródła stanów mistycznych i możliwość dowolnego ich generowania elektronicznie lub chemicznie to redukcjonizm.
  - Stymulacja wybranych obszarów mózgu, np. przeprowadzane przez Michaela Persingera eksperymenty z zastosowaniem „hełmu Boga”, urządzenia generującego pola elektromagnetyczne wywołujące przeżycia zbliżone do doświadczeń w stanie śmierci klinicznej.
2. Podejście psychologiczne eksperymentalne
  - Eksperyment Wielkopiątkowy Waltera Pahnke (1931–1971). Opierając się na wymienionych wyżej kryteriach doznań mistycznych, Pahnke przeprowadził w warunkach naturalnych eksperyment, w którym udowodnił, że doznania mistyczne powstają nie tyle poprzez sugestywne bodźce sytuacyjne (pomieszczenie przylegające do kaplicy, w której odbywało się nabożeństwo, zadanie skupienia się na medytacji, obecność innych medytujących osób) co na działaniu psylocybiny, narkotyku o własnościach halucynogennych (procedura badania miała uniemożliwić orientację, który uczestnik badania jest pod wpływem narkotyku, a który – placebo).
  - Eksperyment w komorze izolacyjnej Ralpha W. Hooda i Ronalda J. Morrisa (1981). Grupy E (eksperymentalna) i K (kontrolna) dobrano tak, aby połowa ich uczestników reprezentowała typ W o wewnętrznej (zaangażowanej) orientacji religijnej i połowa osób typu Z – o orientacji zewnętrznej (utylitarnej). Osoby z grupy E w trakcie przebywania w komorze wyobrażały sobie postacie religijne (boskie), religijne sytuacje i okoliczności, osoby z grupy K wyobrażały sobie postacie z kreskówek. Po spędzeniu 1. godziny w komorze izolacyjnej okazało się, że tylko osoby typu W z grupy eksperymentalnej przeżyły istotnie więcej wyobrażeń religijnych (nie doświadczyły ich pozostałe osoby: ani osoby typu Z z grupy eksperymentalnej, ani osoby obu typów z grupy kontrolnej). Funkcję pobudzania religijnych treści wyobrażeń pełniła wyłącznie orientacja religijna.

## Zobacz też

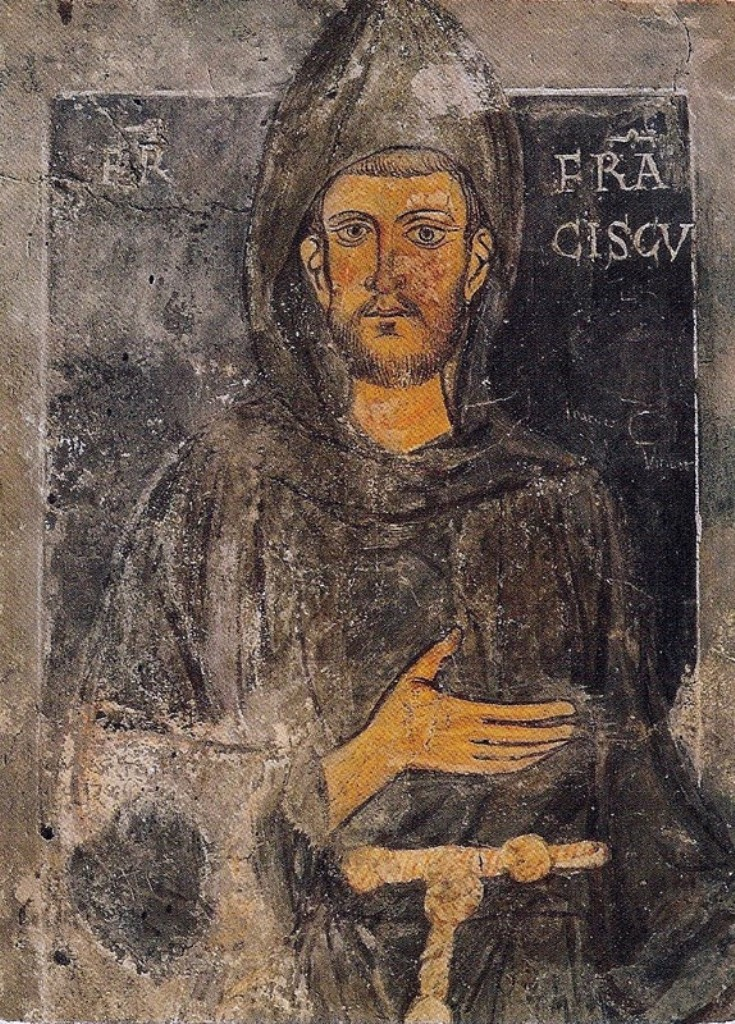
św. Franciszek z Asyżu
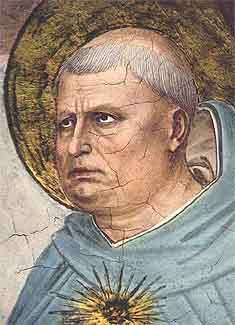
św. Tomasz z Akwinu
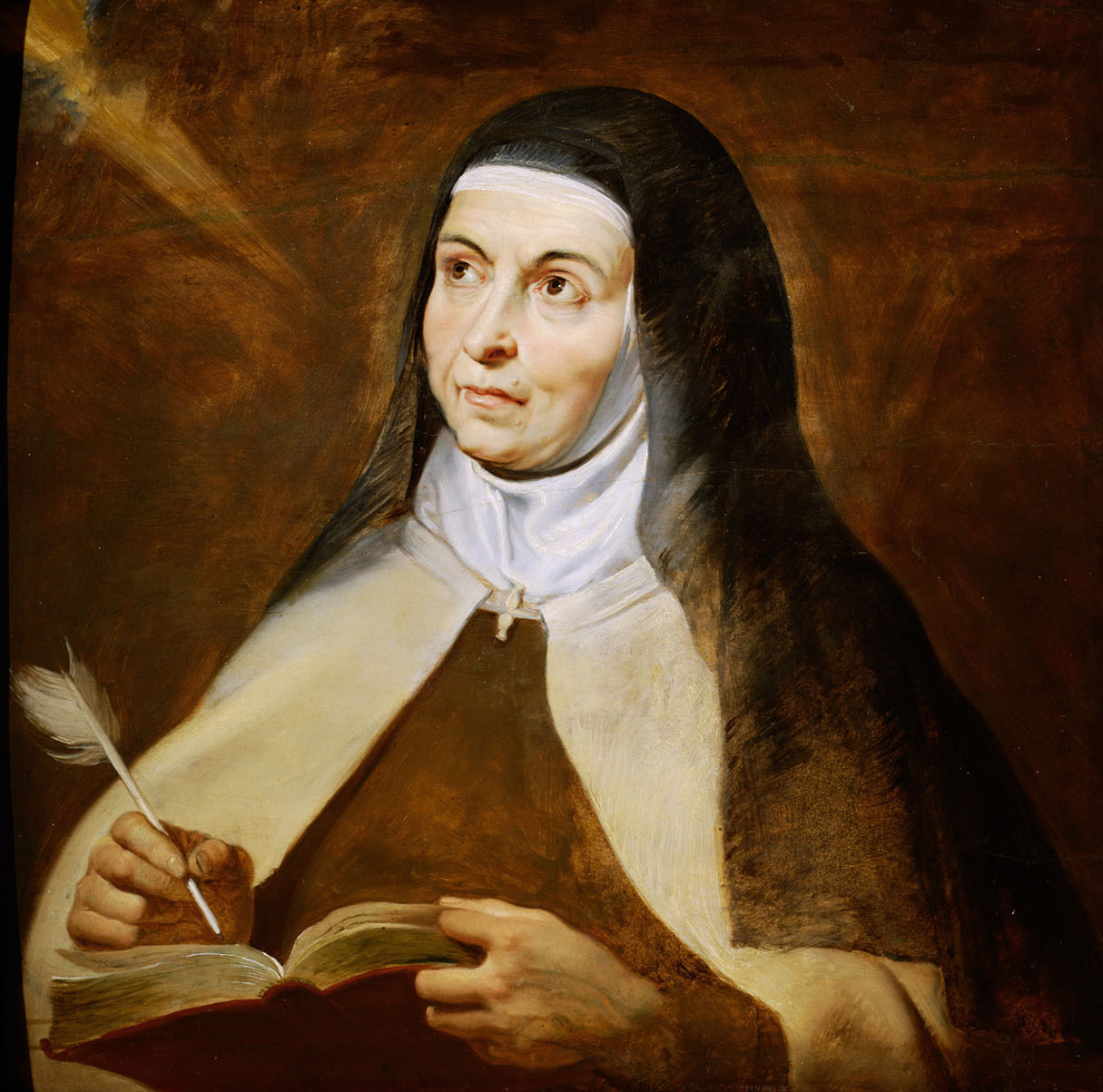
św. Teresa z Ávila
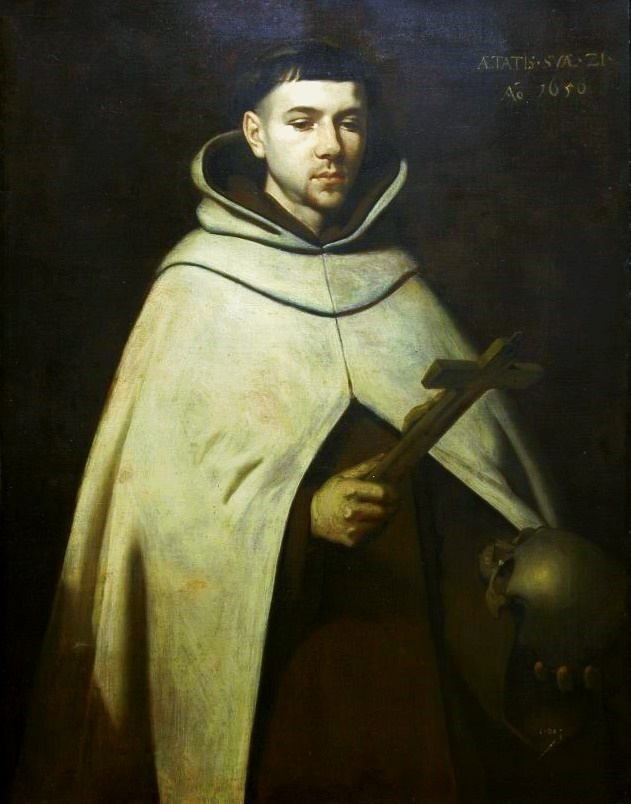
św. Jan od Krzyża
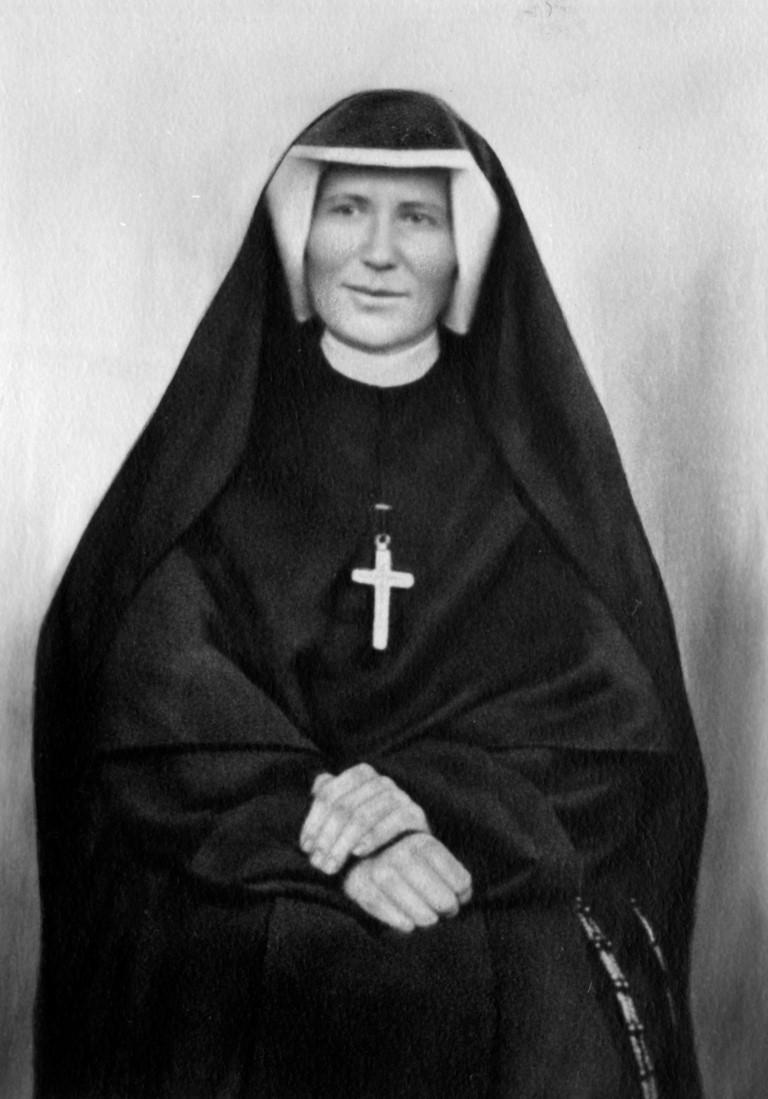
św. Faustyna Kowalska